# Miroslav Dvořák (lední hokejista)
Miroslav Dvořák (11. října 1951 Hluboká nad Vltavou – 11. června 2008 České Budějovice) byl československý hokejový obránce, dvojnásobný mistr světa (1976 a 1977). V 80. letech 20. století hrál v NHL za tým Philadelphia Flyers.
S hokejem začínal v Hluboké nad Vltavou, od čtrnácti let patřil k nadějím Českých Budějovic. V lize nastoupil poprvé v roce 1970. Kromě let 1972–1974, kdy hrál v rámci vojenské služby za Duklu Jihlava a v posledním roce s ní slavil titul, odehrál 11 sezón za České Budějovice. Startoval také na Zimních olympijských hrách 1976 (stříbro) a 1980 (5. místo). V letech 1982–1985 hrál za Philadelphii Flyers. V té době se stal historicky prvním hráčem, který přijel z NHL posílit československou reprezentaci na mistrovství světa. Po sérii zranění ukončil angažmá v zámoří a další 3 roky hrál druhou západoněmeckou ligu. V ligové sezóně 1988/89 odehrál jako 37letý 27 zápasů za Motor České Budějovice. Po skončení aktivní hokejové kariéry pracoval ještě 2 roky jako asistent budějovického A-týmu, pak z hokeje odešel. Věnoval se svému penziónu a restauraci v Hluboké, za místní tým ještě hrával hokej. Po delším boji s rakovinou podlehl této nemoci v červnu roku 2008. 
V roce 2010 byl uveden do Síně slávy českého hokeje.

## Statistiky

### Statistiky reprezentace
| Turnaj             | Místo konání                                     | Z  | G | A  | B  | Umístění            | Soupisky          |
| ------------------ | ------------------------------------------------ | -- | - | -- | -- | ------------------- | ----------------- |
| MS 1974            | Finsko (Helsinky)                                | 4  | 0 | 3  | 3  | Stříbrná medaile    | Soupiska MS 1974  |
| MS 1975            | Západní Německo (Mnichov a Düsseldorf)           | 10 | 2 | 4  | 6  | Stříbrná medaile    | Soupiska MS 1975  |
| KP 1976            | Severní Amerika                                  | 7  | 0 | 1  | 1  | prohra ve finále    | Soupiska KP 1976  |
| MS 1976            | Polsko (Katovice)                                | 7  | 0 | 0  | 0  | Zlatá medaile       | Soupiska MS 1976  |
| ZOH 1976           | Rakousko (Innsbruck)                             | 6  | 1 | 4  | 5  | Stříbrná medaile    | Soupiska ZOH 1976 |
| MS 1977            | Rakousko (Vídeň)                                 | 9  | 0 | 1  | 1  | Zlatá medaile       | Soupiska MS 1977  |
| MS 1978            | Československo (Praha)                           | 10 | 0 | 2  | 2  | Stříbrná medaile    | Soupiska MS 1978  |
| MS 1979            | Sovětský svaz (Moskva)                           | 8  | 0 | 0  | 0  | Stříbrná medaile    | Soupiska MS 1979  |
| ZOH 1980           | USA (Lake Placid)                                | 5  | 0 | 1  | 1  | 5. místo            | Soupiska ZOH 1980 |
| MS 1981            | Švédsko (Stockholm a Göteborg)                   | 8  | 1 | 2  | 3  | Bronzová medaile    | Soupiska MS 1981  |
| KP 1981            | Severní Amerika                                  | 6  | 0 | 3  | 3  | prohra v semifinále | Soupiska KP 1981  |
| MS 1982            | Finsko (Tampere a Helsinky)                      | 10 | 0 | 5  | 5  | Stříbrná medaile    | Soupiska MS 1982  |
| MS 1983            | Západní Německo (Mnichov, Dortmund a Düsseldorf) | 10 | 0 | 3  | 3  | Stříbrná medaile    | Soupiska MS 1983  |
| Celkem na MS (9x)  |                                                  | 76 | 3 | 20 | 23 |                     |                   |
| Celkem na ZOH (2x) |                                                  | 11 | 1 | 5  | 6  |                     |                   |